# Agnieszka Brustman
Agnieszka Brustman est une joueuse d'échecs polonaise née le 31 juillet 1962 à Varsovie. Championne d'Europe junior en 1980 et championne du monde junior en 1982,  elle a obtenu le titre de grand maître international féminin en 1985.
Son meilleur classement fut cinquième joueuse mondiale en juillet 1984.
Elle a remporté le championnat de Pologne féminin a quatre reprises (en 1982, 1984, 1987 et 1996) et participé au tournoi des candidates au championnat du monde féminin en 1986 et 1988, terminant à chaque fois à la sixième place. Lors du tournoi interzonal féminin de 1991, elle finit à la 5e-8e place parmi dix-huit joueuses.
Elle a représenté la Pologne lors des neuf olympiades féminines d'échecs de 1980 à 1996, remportant la médaille de bronze par équipe et la médaille d'argent individuelle du premier échiquier de réserve en 1980.